# La Villedieu (Charente-Maritime)
Les Villedieu – miejscowość i gmina we Francji, w regionie Nowa Akwitania, w departamencie Charente-Maritime.
Według danych na rok 1990 gminę zamieszkiwały 323 osoby, a gęstość zaludnienia wynosiła 15 osób/km² (wśród 1467 gmin regionu Poitou-Charentes Les Villedieu plasuje się na 694. miejscu pod względem liczby ludności, natomiast pod względem powierzchni na miejscu 347.).